# 悟善社
悟善社是民国初年出现的带有宗教色彩的秘密结社。创办者为四川人唐焕章，又称“世界六圣宗教大同会”。该教教义称此教融合儒家、佛教、道教、天主教、基督教与伊斯兰教六大宗教为一体，教主唐焕章自称是创世以来继孔子、释迦牟尼、耶稣、穆罕默德等人之后的世界第七大教主。该教神秘色彩及其浓厚，带有很强的邪教性质。信徒在入教时需立誓：“功夫誓愿学，秘奥誓不泄”，否则“必遭天打雷劈”，以此神化该教的教义，强化教主的权威。该教的运作强调通过坐功运气，达到祛病延年的目的。如加以修习功德的入世努力，还可以长生不老。目前学术界一般将此教看作是民国末年“会道门”一类组织的前身。